# Chất lượng (kinh doanh)
Chất lượng trong kinh doanh, kỹ thuật và sản xuất là một giải thích mang tính thực dụng như ưu ái một điều gì đó; nó cũng được định nghĩa như là "sự thích hợp cho mục đích nào đó". Chất lượng là một sự cảm nhận, điều kiện và thuộc tính chủ quan và có thể được hiểu khác nhau bởi nhiều người khác nhau. Người tiêu quan tâm đến "đặc tả chất lượng" của sản phẩm/dịch vụ; hay mức độ mà sản phẩm/dịch vụ đó đáp ứng nhu cầu thử nghiệm. Nhân viên hỗ trợ có thể đo lường chất lượng ở mức độ một sản phẩm có độ tin cậy, khả năng duy trì hoặc tính bền vững.
Có 5 khía cạnh về chất lượng trong bối cảnh thương mai:
1. Sản xuất
2. Kiểm tra
3. Kiểm soát chất lượng
4. Quản lý chất lượng
5. Đảm bảo chất lượng

## Kỹ thuật quản lý chất lượng
- Hệ thống quản lý chất lượng
- Quản lý chất lượng toàn diện (TQM)

## Giải thưởng chất lượng
| - Malcolm Baldrige National Quality Award - EFQM - Deming Prize |

## Sách chuyên khảo
- Boone, Louis E. & Kurtz, David L., Contemporary Business 2006, Thomson South-Western, 2006
- Rochfort Scott, Charles & Hamerton, Robert Jacob, Rambles in Egypt and Candia: With Details of the Military Power and Resources of Those Countries, and Observations on the Government, Policy, and Commercial System of Mohammed Ali, Volume I, H. Colburn, London, 1837